# Бърнтайланд
Бърнта̀йланд (на английски: Burntisland) е град в централната част на Шотландия. Разположен е в област Файф на северния бряг на залива Фърт ъф Форт. Първите сведения за града датират от 1119 г. когато тук е построен замък. През 1541 г. получава статут на град от крал Джеймс V. Областният център Гленродис се намира на 21 km на север от Бърнтайланд. Срещу Бърнтайланд на южния бряг на залива на около 5 km е столицата на страната Единбург, до която се пътува с ферибот. Има жп гара. Население 5680 жители от преброяването през 2004 г.  Архив на оригинала от 2012-01-25 в Wayback Machine..

## Побратимени градове
- Флекефьор, Норвегия